# Feyo Udo Winter
Feyo Udo Winter (* 7. August 1713 in Emden; † 28. Januar 1772 in Franeker) war ein deutscher Arzt.

## Leben und Wirken
Feyo Udo Winter war ein Sohn von Wilhelm Winter und dessen Ehefrau Maria Roelands. Der Vater arbeitete 1713 als Fähnrich, anschließend als Leutnant der Niederländischen Garnison in Emden und danach in Zutphen. Winter sollte eigentlich den Beruf des Apothekers erlernen. Stattdessen immatrikulierte er sich am 25. Mai 1734 an der Universität Leiden, wo er 1738 ein Studium der Medizin und damit verbundener Wissenschaften aufnahm.
An der Universität Leiden hörte Winter bei dem renommierten Mediziner und Chemiker Herman Boerhaave. Dieser vermittelte seinen Schülern moderne und fortschrittliche medizinische Ansichten und Praktiken. Am 30. August 1739 heiratete Winter Gesina van Duiden, deren Mann Conr. Schrader verstorben war. Da Conr. Schrader eine Apotheke geführt hatte, vermutete Willem Boeles, dass Winter dort vor dem Studium gearbeitet haben könne, wofür jedoch keine Belege existieren. Das Ehepaar bekam eine Tochter namens Johanna Wilhelmina, die Horatius Martinus Vetringa heiratete.
Die Tatsache, dass Winters Studienzeit mehr als zehn Jahre dauerte, spricht dafür, dass das Studium nicht problemlos gelang. Am 12. Februar 1745 immatrikulierte sich Winter nochmals als cad. Med. an der Universität. Am 10. Juli 1745 wurde er von Prof. du Bois ohne Disputation promoviert. Anschließend arbeitete er als praktischer Arzt in Franeker und im Feldlager sowie am Hof des Prinzen von Oranien. Der Prinz beorderte ihn auch zu Moritz von Nassau. Am 2. September 1755 wurde er zum Lector der Chemie und Materia medica befördert. Als Gehalt sollte er 400 Gulden zuzüglich einer Zulage in Höhe von 150 Gulden erhalten. Am 20. April 1759 erhielt er eine Professur für Chemie und Medizin. Im Bereich der Chemie lehrte er auch Pharmakologie und Pharmazie. Am 6. März 1760 sprach er in seiner Antrittsrede über „De rerum simplicitate chemicis manifestata“.
Als am 1. Juni 1767 gewählter Rektor sprach Winter 1768 in seiner Rektoratsrede über „Die laudibus medicinae“. Bei dieser Gelegenheit lobten Kollegen und Studenten den Hochschullehrer in Gedichten sehr. E. Wassenbergh bezeichnete ihn als gute, beliebte und sehr gelehrte Person, die herzlich und freundschaftlich sei. Nicolaas Ijpey beschrieb ihn als guten Lehrer. Weiteren Lobgedichten ist zu entnehmen, dass Winter bei Boerhaave gelernt habe, mit allen Kräutern vertraut und in der Lage gewesen sei, nützliche und schädliche Gewächse voneinander zu unterscheiden.
Gemäß dem Album Promotorum übernahm Winter zwischen dem 22. Juni 1762 und dem 6. Mai 1771 zwölfmal das Amt des Doktorvaters. Er verfügte daher wahrscheinlich über breite fachliche Kenntnisse, hatte menschliche Qualitäten und war ein guter Lehrer. Er hinterließ jedoch keine gedruckten Werke. Auch die von ihm gehaltenen Reden erschienen nicht in gedruckter Form. Daher kann seine wissenschaftliche Expertise nicht beurteilt werden.
Vor seinem Tod ordnete Winter an, dass keine Trauernachrichten in den Druck gegeben werden sollten. Gleiches sollte für die akademische Leichenpredigt und das Programma funebris  gelten. Sein Schwiegersohn sagte hierzu sinngemäß, dass er verhindern wollte, dass andere Personen die Drucke als Toilettenpapier verwendeten und somit den Namen Winter entehrten. Dies ist ein Hinweis darauf, dass Winter wenig Wert auf äußere Ehrungen legte und ihren Wahrheitsgehalt für sarkastisch hielt. Auf der anderen Seite hatte er vermutlich ein fundiertes Selbstbewusstsein.
Winter fand seine letzte Ruhestätte in der Kirche von Deinum bei Leeuwarden, wo seine Tochter lebte. Seine Ehefrau wurde hier ebenfalls 1783 beigesetzt.